# Bradley Beal

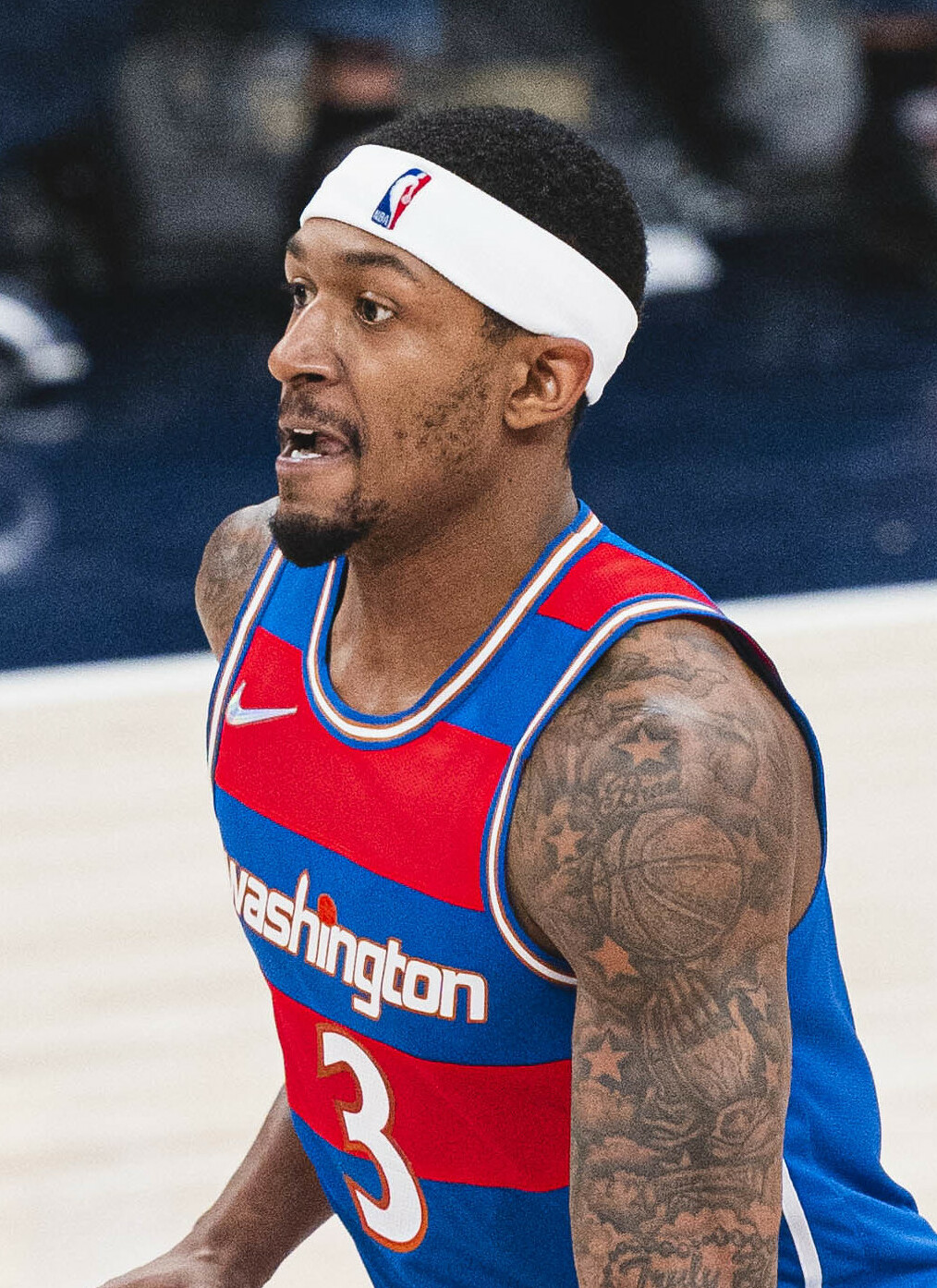
Bradley Beal, 2022.

Bradley Emmanuel Beal Sr., född 28 juni 1993 i Saint Louis i Missouri, är en amerikansk professionell basketspelare (SG) som spelar för Los Angeles Clippers i National Basketball Association (NBA). Han har tidigare spelat för Washington Wizards och Phoenix Suns.
Beal draftades av Washington Wizards i första rundan i 2012 års draft som tredje spelare totalt.
Innan han blev proffs studerade Beal vid University of Florida och spelade för deras idrottsförening Florida Gators.